# Somatidia posticalis
Somatidia posticalis là một loài bọ cánh cứng trong họ Cerambycidae.